# Ксенија Дивјак
Ксенија Дивјак (Иванић Град, 1924 - Београд, 1995) српска је сликарка.

## Биографија
У Загребу је живела до 1941. године, када као избеглица долази у Београд. Године 1943. уписује се на Уметничку академију у Београду, на којој дипломира 1949. Била је члан Београдске групе и Ладе.
Излагала је на многим заједничким изложбама у земљи и иностранству које су представљале савремену југословенску ликовну уметност. Умрла је 1995. године у Београду.
Дела Ксеније Дивјак налазе се у Музеју савремене уметности у Београду, Галерији ликовне уметности Поклон збирка Рајка Мамузића у Новом Саду и у бројним другим јавним и приватним колекцијама.

## Награде
- 1961. Октобарска награда града Београда
- 1976. Откупна награда на XVI Ликовној јесени, Сомбор

## Самосталне изложбе
- 1955. Београд, Галерија УЛУС
- 1957. Скопље, Салон Модерне галерије
- 1967. Београд, Музеј савремене уметности
- 1970. Београд, Ликовна галерија Културног центра
- 1975/76. Нови Сад, Галерија ликовне уметности Поклон збирка Рајка Мамузића
- 1981. Београд, Ликовна галерија Културног центра
- 1982. Београд, Ликовна галерија Културног центра
- 1995. Ваљево, Модерна галерија
- 1996. Београд, Музеј савремене уметности
- 1997. Нови Сад, Галерија ликовне уметности Поклон збирка Рајка Мамузића
- 2002. Нови Сад, Галерија ликовне уметности Поклон збирка Рајка Мамузића